# Vol 714 - Au bout de l'enfer
Pour plus de détails, voir Fiche technique et Distribution.
Vol 714 - Au bout de l'enfer (Crash Point : 90 Minuten bis zum Absturz) est un téléfilm catastrophe allemand réalisé par Thomas Jauch (de), diffusé en 2009.

## Synopsis
Un avion commercial, transportant plus de 90 personnes, décolle de Nice à destination de Munich. Mais quelques minutes plus tard, il entre en collision avec un bimoteur, ce qui provoque une brèche sous le fuselage de l'appareil. Les autorités du transport aérien allemand se préparent au pire : en effet, dès que l'appareil aura les réservoirs vides, il peut provoquer une catastrophe : l'avion pourrait s'écraser sur le centre de Berlin, provoquant des centaines, voire des milliers de victimes.

## Anecdotes
L'aéroport présenté comme étant celui de Nice au début du film est en réalité l'aéroport de Toulon-Hyères.

## Fiche technique
- Réalisation : Thomas Jauch (de)
- Scénario : Marc Hillefeld et Bettina Platz
- Production : Kirsten Hager (de) et Carmen Stozek (de)
- Musique : Stephan Massimo (de)
- Montage : Dagmar Lichius (de)
- Image : Peter Krause (de)
- Genre : Action, Thriller, Catastrophe
- Durée : 96 minutes
- Pays :  Allemagne
- Diffusion :  17 août 2009 (ProSieben)

## Distribution
- Peter Haber : Michael Winkler
- Maximilian Von Pufendorf (VF : Alexandre Gillet) : Niclas Sedlaczek
- Hannes Jaenicke (VF : Guillaume Orsat) : Ralf Moldau
- Bernadette Heerwagen : Nina Betz
- Devid Striesow (VF : Thomas Roditi) : Lars Jensen
- Julia Hartmann (de) (VF : Karine Foviau) : Mira Wilson
- Horst Sachtleben (de) : Heinz Peucker
- Ulrike C. Tscharre : Anna Borger
- Tobias Oertel (de) (VF : Maurice Decoster) : Klaus Borger
- Marie-Lou Sellem : Alexandra Hardle
- Alexander Held : Zimmer
- Petra Kelling (de) : Elisabeth Peucker
- Michael A. Grimm (de) : Hub
- Wanda Badwal (de) : Steffi Schöne
- Mirko Lang : Boris Schmidt
- Till Trenkel (de) : Marcus Feldmann
- Antje Widdra (de) (VF : Sandrine Cohen) : Iris
- Jan Hartmann (de) (VF : Constantin Pappas) : David
- Michael Pink (de) : Manfred Kreiser
- Franziska Schlattner (de) : Mme Schröder
- Michael Brandner (de) : le ministre de l'Intérieur Horst Kathöfer
- Markus Boysen (de) : le général Schmitz
- Christoph Jacobi (de) : le référent Junghans
- Christian Lerch (de) : Matthias
- Gundi Ellert (de) : Gisela Betz
- Robert Giggenbach (de) : Dr Betz
- Thomas Unger (de) : Holger
- Kathrin von Steinburg (de) : Eva

 Source et légende : version française (VF) sur RS Doublage